# Zilda Ulbrich
Zilda Ulbrich Schützer -más conocida como Coca- (São Paulo, 25 de agosto de 1927-24 de octubre de 2014) fue una jugadora brasileña de baloncesto y voleibol.
Fue seleccionada del conjunto femenino de baloncesto de Brasil con el que alcanzó la medalla de bronce en los Juegos Panamericanos de 1955 en Ciudad de México; además, participó de la Selección femenina de voleibol de Brasil que ganó la medalla de bronce en los Juegos Panamericanos de 1955 en Ciudad de México y la medalla de oro en los Juegos Panamericanos de 1963 en São Paulo. Por otro lado, fue vencedora del Campeonato Sudamericano de Baloncesto femenino adulto de Brasil 1954 y Perú 1958, y del Campeonato Sudamericano de Voleibol Femenino adulto de Río de Janeiro 1951.
Por otro lado, participó del equipo que alcanzó el cuarto lugar en el Campeonato Mundial de Baloncesto Femenino de 1953 realizado en Australia.

## Estadísticas en competencias FIBA
| Año            | Competencia                               | PPJ | RPJ | APJ |
| -------------- | ----------------------------------------- | --- | --- | --- |
| 1953           | Campeonato Mundial de Baloncesto femenino | 6,2 | 0   | 0   |
| Promedio total | Promedio total                            | 6,2 | 0   | 0   |
| Fuente: FIBA.  |                                           |     |     |     |